# Peter Butkovič
Peter Butkovič (Savogna d'Isonzo, 22 febbraio 1888 – Savogna d'Isonzo, 27 febbraio 1953) è stato un enigmista, scrittore e poeta sloveno.

## Biografia
Peter Butkovič Domen (uno degli pseudonimi che adoperò con maggiore frequenza) nacque a Savogna d'Isonzo il 22 febbraio 1888 da padre operaio in una fabbrica e madre casalinga. Frequentò le scuole elementari parzialmente nella natìa Savogna, in parte a Gorizia, dove frequentò anche il ginnasio (1901-1910) e dove studiò teologia. Fu cappellano a Camigna (1914-1916), Lokovec e Corgnale (1916-1922), tutte località nei dintorni di Gorizia oggi appartenenti alla Repubblica di Slovenia. Successivamente si rifugiò a Circonio in occasione della guerra. Fu poi vicario a Sgonico, a Raunizza e a Savogna dove ricoprì il ruolo di parroco dal 1935 circa alla morte il 27 febbraio 1953.

## L'opera
Butkovic sviluppò abbastanza precocemente un talento letterario e filosofico critico. Fu tra gli ideatori del foglio letterario Primi Fiori (Prvi cveti) nel quale fu anima, scrivendoci, illustrandolo e curandone la parte enigmistica. Nel 1909 la sua prima poesia apparve nel giornale degli sloveni di Carinzia Pace (Mir); da allora fu artefice di una vasta produzione, incentrata su temi religiosi, su riflessioni personali, sulla guerra, sull'amore per la madre, nonché sulle comunità presso le quali si trovò ad operare. Sono del resto gli stessi temi che si riscontrano nella sua prosa, meno abbondante sebbene egli pubblicasse già nel 1905 L'Inverno della vita (Zima življenja), seguita da altri lavori di carattere soprattutto autobiografico.
Fu traduttore: senza servirsi di lingue intermedie, tradusse in sloveno da inglese, ceco, francese, greco, olandese, italiano, tedesco, svedese, lingue le quali, unite a quelle classiche che apprese al ginnasio, ne fanno un vero e proprio poliglotta.
La sua attività di illustratore si limitò essenzialmente alle vignette. A questa attività è connessa quella di enigmista: fu infatti il primo sloveno a cimentarsi assiduamente in questa attività; egli è considerato il padre dell'enigmistica slovena. Collaborò in tali vesti con diverse riviste letterarie, che conobbero una vera e propria fioritura tra la fine dell'Ottocento e i primi del Novecento, quando si ebbe il risveglio della coscienza nazionale slovena: tra queste ricordiamo La casa e il mondo (Dom in svet), Il mentore (Mentor) e Il presepe (Jaslice).

## Memoria
A Butkovič è dedicata la scuola primaria di Savogna, con lingua d'insegnamento slovena; la sua casa natale, acquistata dal Comune, è stata adibita a biblioteca civica.